# Agostino Ramelli
Agostino Ramelli est un ingénieur suisse ou italien, né à Ponte Tresa ou Mesenzana, près du lac de Lugano, en 1531, mort à Paris, vers 1608. Il est surtout connu aujourd'hui pour avoir conçu une « roue à livres » censée faciliter la lecture de plusieurs livres en même temps.

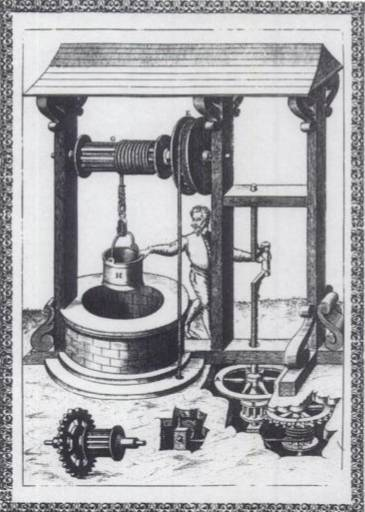
Mécanisme à manivelle imaginé par Ramelli pour monter et descendre sans effort le seau d'un puits.

## Biographie
Après une solide formation mathématique, il apprit son métier d'ingénieur militaire pendant les guerres d'Italie. Il a servi dans les armées de Charles Quint.
Il est probablement arrivé en France en 1560. Il prit une part active au siège de La Rochelle (1573) dirigé par le duc d'Anjou. Il fit une reconnaissance de la ville mais fut fait prisonnier par les protestants. Sa rançon a été payée par le roi. C'est à cette époque qu'il gagna la faveur du duc d'Anjou, futur Henri III, qu'il servit fidèlement pendant tout son règne. Dans un document de 1576, il est indiqué « le sieur Augustin Ramelli, ingénieur du roi, demeurant à St Germain des Prés ». En 1582, il reçoit une pension de 500 écus, peut-être pour travailler aux fortifications de Paris. Les échevins de Paris ne voulant pas payer ses gages, en 1585, le qualifient de « soy-disant ingénieur et conducteur des fortifications de Paris ».
En 1588, il publie son ouvrage Le diverse et artificiose macchine.
En 1594, il participe au siège de Paris du côté des ligueurs. Il s'est rallié ensuite au roi Henri IV car il est qualifié en 1601 de « cappitaine ingénieur pour le roi ». Des quittances signées de lui pour les années 1599 et 1607 montrent qu'il habitait toujours au faubourg Saint-Germain. Un document des Archives nationales daté d'août 1608 le cite comme « capitaine-ingénieur, entretenu pour le service du roi ».

## Publication
Le diverse et artificiose Machine… Dal Ponte Della Tresia Ingegniero del Christianissimo Re di Francia et di Pollonia. Composte in Lingua Italiana et Francese, Paris, édité chez l'auteur, 1588 (Lire en ligne). C'est un traité fondamental de mécanique. Il décrit d'extraordinaires machines hydrauliques ou de guerre, représentées en action. On y trouve également plusieurs machines ingénieuses à usage domestique telles que la roue à livres, des moulins à eau, des fontaines, des automates etc.